# X-Men: Wolverine's Rage
X-Men: Wolverine's Rage est un jeu vidéo d'action développé par Digital Eclipse et édité par Activision sorti en 2001 sur Game Boy Color.

## Accueil
- Jeuxvideo.com : 12/20[1]